# Osornophryne simpsoni
Osornophryne simpsoni é uma espécie de anfíbio anuro da família Bufonidae. É endémica do Equador.